# Тельти Курук
Тельти Курук (тур. Telti-kuruk — «лисий хвост») — украинский технический сорт белого винограда. Сорт выращивается на территории Одесской области в течение нескольких веков. Название получил благодаря необычной форме кисти, похожей на лисий хвост.

## Распространение
Сорт является автохтонным для Украины. Выращивается в Одесской и Херсонской областях. Площадь виноградников небольшая и составляет несколько десятков гектаров.

## Характеристики сорта
Первые 2-3 молодых листа покрыты густым опушением. Однолетний побег розово-жёлто-бурого цвета, с сизым налётом и красно-бурыми узлами. Лист средней величины, округлый, слаборассечённый, 3 или 5-лопастной. Черешковая выемка открытая, лировидная или закрытая с эллиптическим просветом. Нижняя поверхность листа покрыта густым опушением. Цветок обоеполый. Гроздь средней величины (длиной 16, шириной 9 см), цилиндроконическая, иногда цилиндрическая, средней плотности или плотная. Ножка грозди средней длины. Масса грозди 90—134 г. Ягода средней величины или мелкая, слабо-овальной формы, желтовато-зелёная, с густым налётом  кутина. Кожица тонкая, прочная. Мякоть сочная, нежная. Вкус простой. Семян в ягоде 2—3. Осенняя окраска листьев жёлтая.
Вегетационный период. От распускания почек до промышленной зрелости ягод винограда проходит 157 дней при сумме активных температур 3000 °C. Сбор урожая в конце сентября. Кусты средней или выше средней силы роста. Урожайность высокая. Плодоносящих побегов 70 %, среднее количество соцветий на развитом побеге 1,1, на плодоносящем 1,6. Нередко урожайность сорта винограда Тельти Курука значительно снижается из-за неудовлетворительного опыления, может наблюдаться горошение ягод (до 25 %), особенно при перегрузке кустов урожаем. Состав грозди: сок — 80,6 %, гребни — 3,5 %, кожица, плотные части мякоти и семян — 15,9 %. Урожайность в пределах от 85 до 109 ц/га. Сахаристость сусла 19 г/100 мл при кислотности 7,5 г/дм³.
Устойчивость к милдью средняя, отличается повышенной восприимчивостью к оидиуму и серой гнили, легко поражается листоверткой, относительно устойчив к филлоксеры. Тельти Курук не отличается морозостойкостью. На недостаток влаги в почве лоза реагирует снижением объёма ягод. Лучшие урожаи получают при выращивании сорта на песчаных и супесчаных почвах. Формирование кустов преимущественно веерообразное.
На данный момент[когда?] в Национальном научном центре «Институт виноградарства и виноделия им. В. Е. Таирова» проводится селекция различных клонов сорта с целью улучшения их качества.

## Характеристики вина
Тельти Курук используется для производства сухих вин и как виноматериал для игристых вин. Молодое вино светло-соломенного цвета с золотистым оттенком, аромат яркий, цветочно-медовый, вкус с хорошей кислотностью и нотами белых фруктов, гармоничный, приятный, полный.